# Toljatti
Toljatti (russisch Тольятти, Ausspracheⓘ), aufgrund ihres Namenspatrons auch Togliatti; bis 1964 Ставрополь-Волжский Stawropol-Wolschskij, ist eine Stadt in Russland in der Oblast Samara. Mit 719.632 Einwohnern (Stand 14. Oktober 2010) ist sie nach der Gebietshauptstadt Samara die zweitgrößte und -wichtigste Stadt der Oblast. Toljatti ist vor allem durch die dortigen Lada-Werke bekannt.

## Lage
Toljatti liegt etwa 800 Kilometer Luftlinie südöstlich von Moskau am linken (östlichen) Ufer einer Wolgaschleife. Die Wolga ist hier durch einen Damm aufgestaut, der Stausee (Nord-Süd-Ausdehnung etwa 200 km) wird auch als „kleines Meer“ bezeichnet. Am rechten Wolgaufer liegen Schiguljowsk und die Schiguli-Berge, eine Gebirgskette aus Kalksandstein, die zum Teil durch den Nationalpark Samarskaja Luka unter Schutz gestellt sind. Dieser Teil der Wolgaregion wird wegen seiner landschaftlichen Schönheit auch die „Perle Russlands“ genannt.
Die Stadt ist in drei getrennte Teile gegliedert:
- die Altstadt, auch Zentralny oder Stary Gorod genannt. Hier befindet sich das Rathaus und die zentrale Stadthalle. Dieser Stadtbereich hat den Charme der frühen 1960er Jahre.
- die Neustadt, auch Awtosawodski oder Nowy Gorod genannt. Es wurde zeitgleich mit dem Lada-Werk gebaut als Unterkunft für die Lada-Arbeiter und ist im Stil der späten 1960er Jahre gehalten. Am Wolgaufer befindet sich eine Schiffsanlegestelle für Rundfahrtschiffe und Passagierfähren, die an das gegenüberliegende Schiguli-Ufer fahren.
- Komsomolski, der älteste und kleinste Stadtteil, der gegründet wurde, um die Staudamm-Bauarbeiter sowie die Bewohner der gefluteten Stadtbereiche aufzunehmen. Hier befinden sich der Staudamm, der Binnenhafen von Toljatti und die Schleuse.

Zwischen diesen Stadtteilen liegt die sogenannte grüne Zone, ein Kiefernwald, der unter Landschaftsschutz steht.

## Geschichte

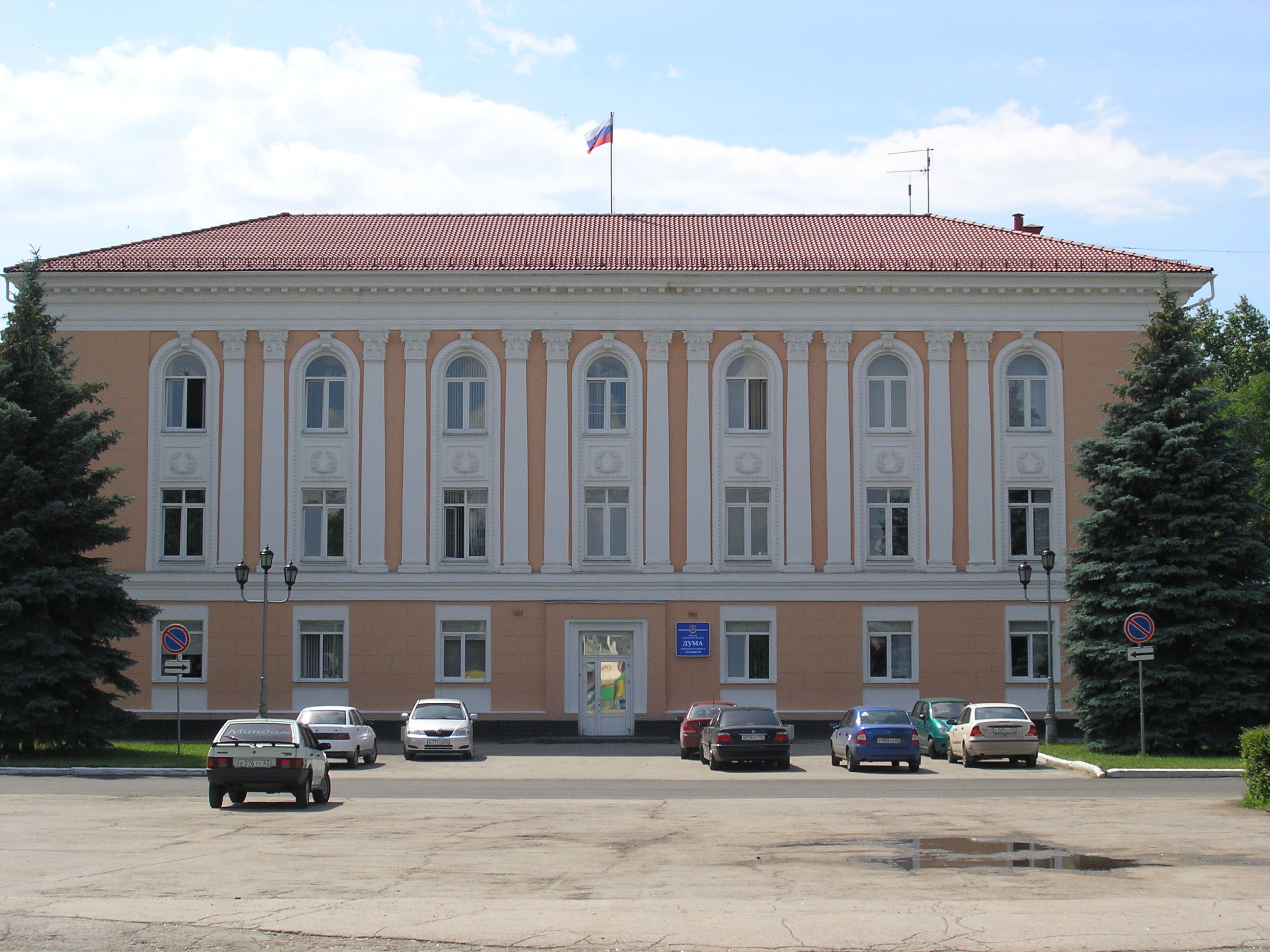
Das Haus der Stadtduma von Toljatti

1737 wurde die Stadt nach einem Dekret der Zarin Anna als Niederlassung für christianisierte Kalmücken durch Wassili Tatischtschew gegründet. 1955 versank nach Abschluss der Bauarbeiten für das Wolga-Wasserkraftwerk der größte Teil der historischen Altstadt in den Wolgafluten. Die Stadt wurde am linken Wolgaufer wiederaufgebaut.
Nach der Oktoberrevolution von 1917 begann der Russische Bürgerkrieg, in dessen Verlauf die Stadt im Oktober 1918 von Truppen der auf der Seite der Komutsch (Komitee der Mitglieder der konstituierenden Versammlung) stehenden Tschechoslowakischen Legionen eingenommen wurde.
Ursprünglich hieß die Stadt Stawropol (Stawropol-Wolschskij, Ставрополь-Волжский; nicht zu verwechseln mit Stawropol, Hauptstadt der gleichnamigen Region in Südrussland). Die Umbenennung in Toljatti (Transkription der kyrillischen Schreibung) erfolgte 1964 zu Ehren des italienischen Kommunisten Palmiro Togliatti. Dieser lebte während der faschistischen Diktatur Italiens im Exil in der Sowjetunion und war nach dem Krieg Generalsekretär der Kommunistischen Partei Italiens (PCI) und ein führender Vertreter der internationalen kommunistischen Bewegung. Ironischerweise war er in den 1920er Jahren an Streiks beteiligt gewesen, die denselben Fiat-Konzern fast in den Ruin getrieben hatten, der nun für die Stadt derart wichtig wurde.
Mit dem Bau der AwtoWAS-Werke durch Fiat ab 1966 wuchs die wirtschaftliche Rolle der Stadt enorm.
In den 1990er und 2000er Jahren erlebte die Stadt eine Welle der organisierten Kriminalität sowie zahlreiche Mafia-Kriege rund um die Kontrolle von AwtoWAS und galt als eine der Städte Russlands mit der höchsten Kriminalität. 2000 kamen erst der Leiter, dann der Chefredakteur des lokalen Fernsehsenders Lada-TV ums Leben. 2002 wurde der Chefredakteur der Wochenzeitung Toljattinskoje Obosrenije ermordet, 2003 dessen Nachfolger. 2006 wurde der Leiter von Awtowasenergo, Alexander Samoilenko, auf offener Straße erschossen.

### Bevölkerungsentwicklung
| Jahr | Einwohner |
| ---- | --------- |
| 1897 | 5.969     |
| 1939 | 9.345     |
| 1959 | 61.281    |
| 1970 | 250.853   |
| 1979 | 502.036   |
| 1989 | 630.543   |
| 2002 | 702.879   |
| 2010 | 719.632   |

Anmerkung: Volkszählungsdaten

## Sehenswürdigkeiten
Im Historischen Technikpark K. G. Sacharow sind Meilensteine der russischen und sowjetischen zivilen als auch militärischen Flugzeug- und Fahrzeugproduktion ausgestellt. Das U-Boot B-307 der Tango-Klasse kann dort als größtes Objekt besichtigt werden.

## Wirtschaft

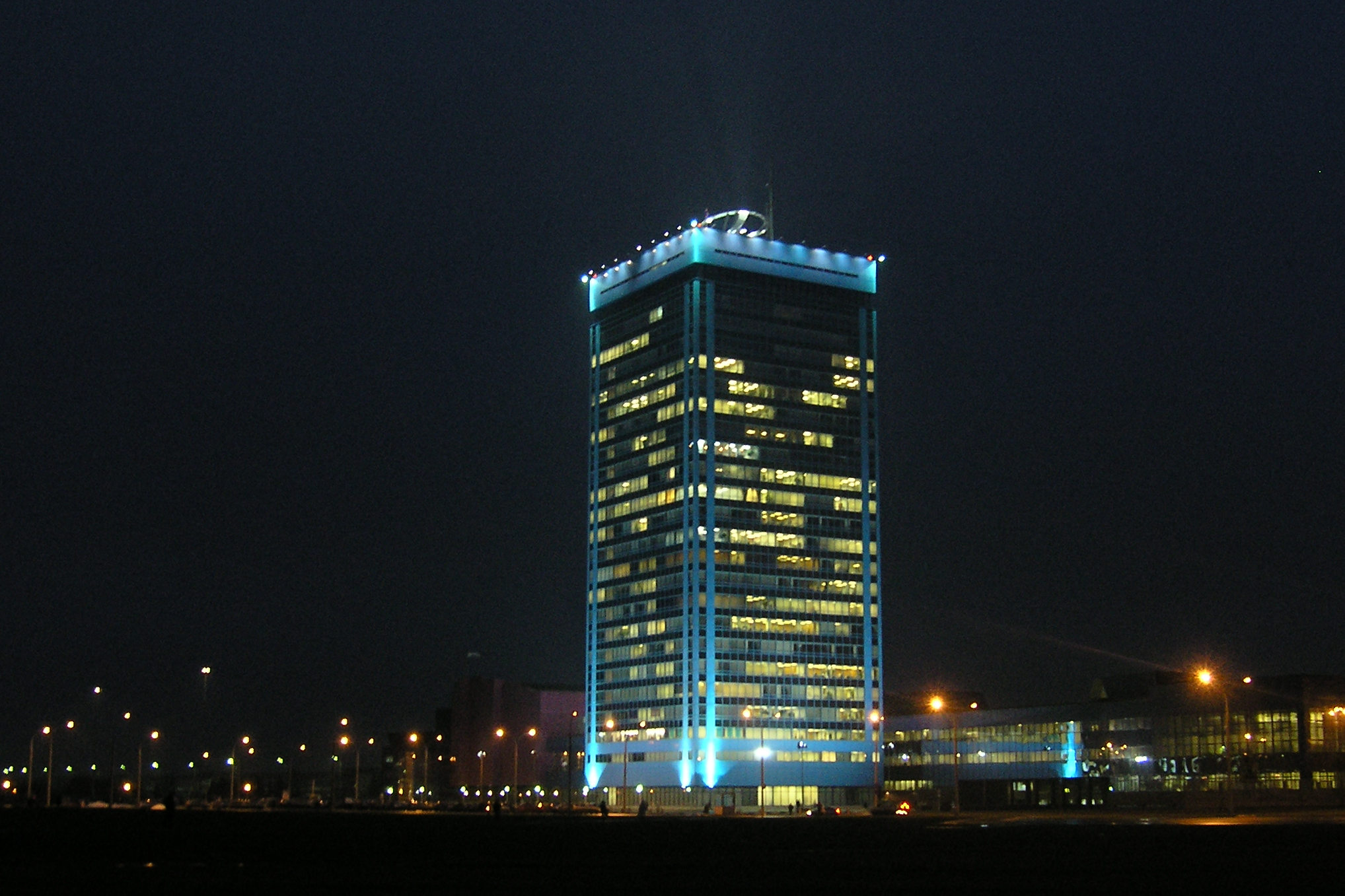
AwtoWAS-Zentrale in Toljatti

Toljatti ist ein großes Industriezentrum. Am bekanntesten ist das AwtoWAS-Autowerk („Lada“), die größte Autofabrik Russlands. Weitere wirtschaftliche Schwerpunkte sind der Maschinenbau, die Chemie- und die Lebensmittelindustrie. Die Region Samara/Toljatti gilt als eines der wirtschaftlich am weitesten entwickelten Gebiete Russlands und hat eine der niedrigsten Arbeitslosenquoten in der Russischen Föderation. Auf Höhe des Stadtteils Komsomolski liegt ein Staudamm, dessen Kraftwerk die Region mit Strom versorgt. Der Schiffsverkehr auf der Wolga ist während der Sommermonate nicht sehr entwickelt (zwei Binnenschiffe pro Stunde). Auf der gegenüberliegenden Schiguli-Seite wird Kalkstein gebrochen sowie Zement hergestellt.
Die größten Betriebe in Toljatti sind AvtoVAZ, GM-AvtoVAZ, Kuibyschewasot, Togliattiasot und Togliatti Transformator. An ausländischen Unternehmen haben dort Edscha und Otto Bock (Deutschland); Valeo und Faurecia (Frankreich) sowie CIE Automotive und Gestamp (Spanien) Standorte.

## Verkehr
Toljatti ist mit der russischen Hauptstadt Moskau über die föderale Fernstraße M5 verbunden. Nördlich der Stadt Toljatti befindet sich auch die neue mautpflichtige Umgehungsstraße von Toljatti, die den Verkehr in Toljatti entlasten soll.

## Bildung, Kultur und Sport

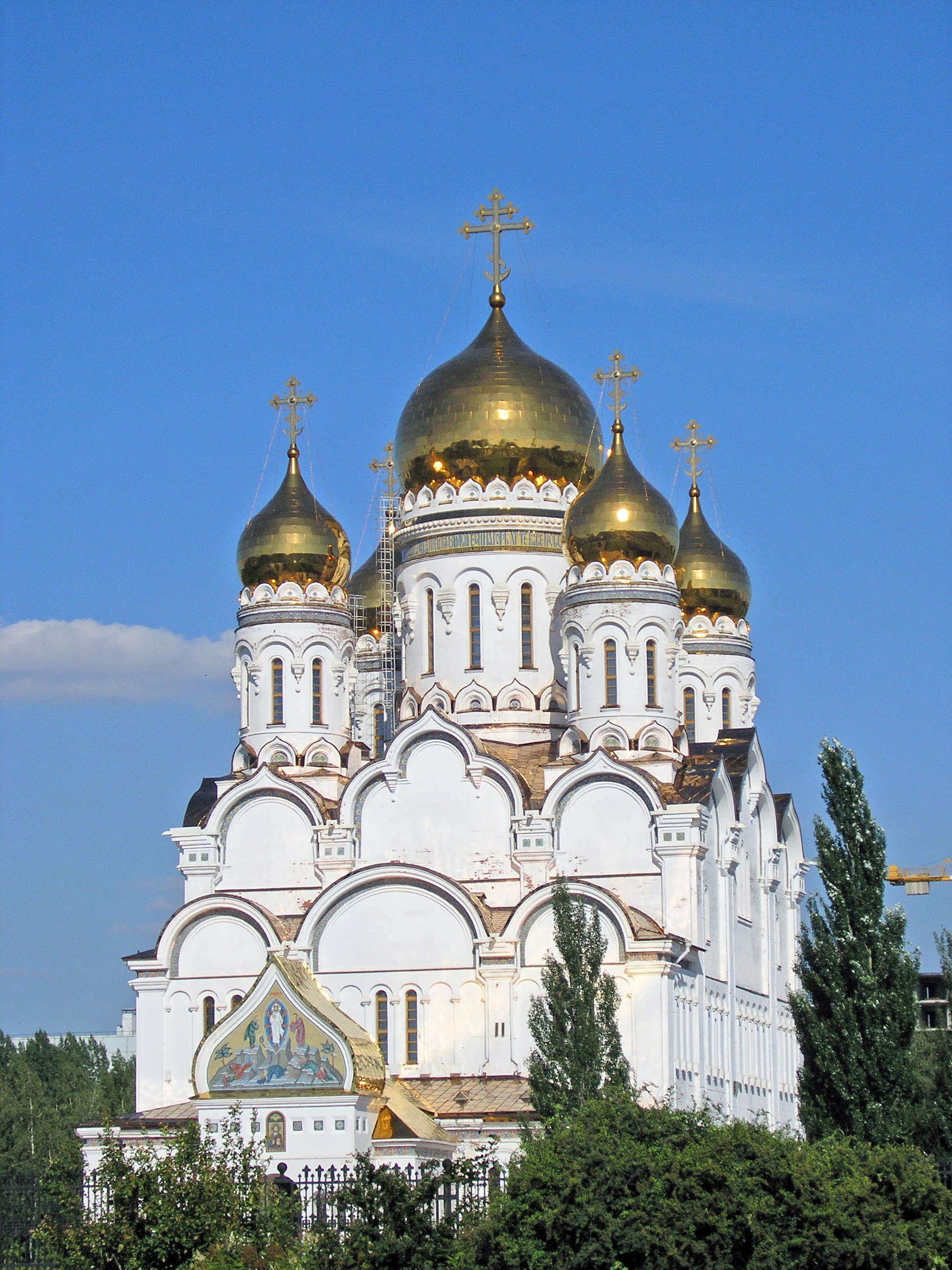
Kuppeln der Verklärungskathedrale in Toljatti

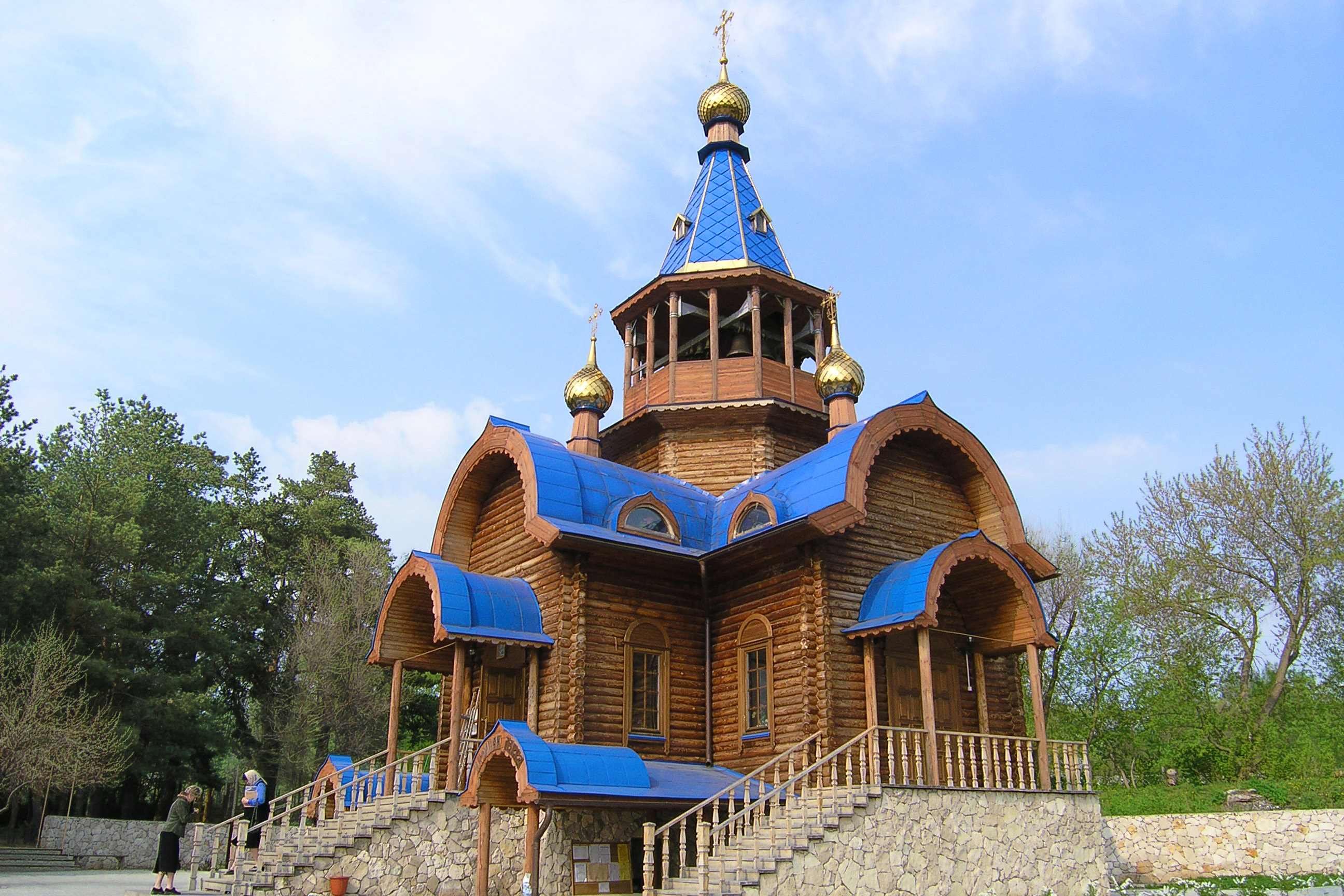
Die Mariä-Himmelfahrt-Kirche

In der Stadt gibt es sechs Universitäten bzw. Hochschulen, mehrere Museen, eine Philharmonie, Theater der verschiedensten Richtungen und Kulturpaläste.
Auch als Sportstadt hat sich Toljatti einen Namen gemacht. Der Eishockeyverein HK Lada Toljatti nimmt am Spielbetrieb der Kontinentalen Hockey-Liga teil, trägt seine Heimspiele in der 6122 Zuschauer fassenden Eissporthalle Lada-Arena und gewann den Eishockey-Europapokal 1996 sowie den IIHF Continental Cup 2005/06. Daneben sind in der Stadt der Fußballclub FK Lada Toljatti und die Handballmannschaft GK Lada Toljatti beheimatet.
Der Sportclub Mega-Lada ist einer der Top-Vereine in der russischen Speedway-Profiliga. Im Anatoli-Stepanow-Stadion von Toljatti fanden bereits wichtige internationale Rennen im Speedway und Eisspeedway statt, wie Finalläufe zur Speedway-Europameisterschaft und des Speedway Grand Prix sowie Weltmeisterschafts-Finalläufe im Eisspeedway.

## Medien
Die Stadt ist Sitz des regionalen Fernsehsenders Lada-TV und der unabhängigen Wochenzeitung Toljattinskoje Obosrenije.

## Städtepartnerschaften
Toljatti listet folgende Partnerstädte auf:
- Wolfsburg, Deutschland, seit 1991
- Flint, Vereinigte Staaten, seit 1992
- Kasanlak, Bulgarien, seit 1995
- Luoyang, Volksrepublik China, seit 2000
- Piacenza, Italien, seit 2014

## Söhne und Töchter der Stadt
Zu den bekanntesten Söhnen und Töchtern der Stadt Toljatti gehören folgende Persönlichkeiten:
- Alexei Kowaljow (* 1973), Eishockeyspieler
- Alexei Smirnow (* 1977), Tischtennisspieler
- Juri Buzajew (* 1978), Eishockeyspieler
- Ilja Brysgalow (* 1980), Eishockeytorhüter
- Wladimir Malenkich (* 1980), Eishockeyspieler
- Alexei Schindin (* 1981), Handballspieler
- Alexander Tschernikow (* 1984), Eishockeyspieler
- Alexei Jemelin (* 1986), Eishockeyspieler
- Anton Kryssanow (* 1987), Eishockeyspieler
- Jekaterina Gaiduk (* 1989), Handballspielerin
- Wjatscheslaw Kusnezow (* 1989), Straßenradrennfahrer
- Olga Gorschenina (* 1990), Handballspielerin
- Jekaterina Iljina (* 1991), Handballspielerin
- Alexander Derewen (* 1992), Handballspieler
- Timofei Margassow (* 1992), Fußballspieler
- Kira Trussowa (* 1994), Handballspielerin
- Jana Berezko-Marggrander (* 1995), deutsche rhythmische Sportgymnastin
- Darja Dmitrijewa (* 1995), Handballspielerin
- Denis Gurjanow (* 1997), Eishockeyspieler
- Darja Kassatkina (* 1997), Tennisspielerin
- Artjom Maximenko (* 1998), Fußballspieler
- Iwan Kusmitschow (* 2000), Fußballspieler
- Ilja Swinow (* 2000), Fußballspieler
- Jelena Michailitschenko (* 2001), Handballspielerin
- Anastassija Gubanowa (* 2002), russisch-georgische Eiskunstläuferin